# تروئل
تروئل (اسپانیایی: Teruel) مرکز استان تروئلی اسپانیا است. جمعیت آن ۳۴٬۲۴۰ نفر و مساحتش ۴۴۰ کیلومتر مربع است.

## فرهنگ
کلیسای سان پدرو در آن است و در دوران جنگ داخلی اسپانیا این شهر نقش موثری داشت و جنگ‌های شدیدی در آن روی داد.

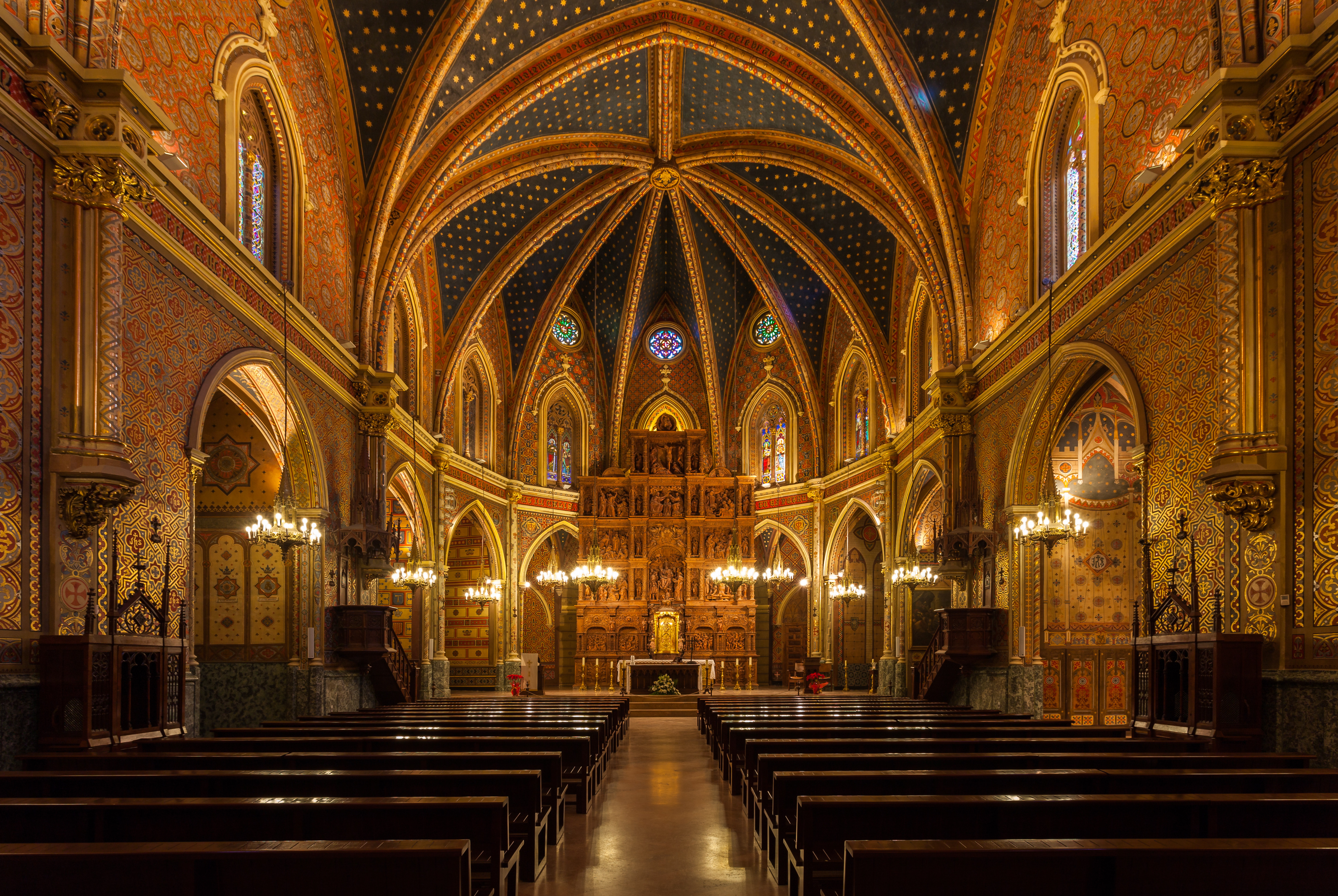
نمایی از کلیسای سان پدرو که به سبک مدجن معماری شده‌است.